# Kabaddi na Halowych Igrzyskach Azjatyckich 2007
Kabaddi na Halowych Igrzyskach Azjatyckich 2007 odbyło się w Luso-Chinesa School Pavilion, w dniach 28 października – 3 listopada 2007. W rozgrywkach udział wzięło 7 drużyn. Złoto przypadło drużynie z Indii.

## Medaliści
| Konkurencja      | | | |
| ---------------- | --- | --- | --- |
| Turniej mężczyzn | Indie · Navneet Gautam · Joginder · Naveen Kumar · Pankaj Shirsat · Jasmer · Jasvir Singh · Rakesh Kumar · Satbir Singh · Ashish Ashok Mhatre · Ajay Thakur · Dinesh Kumar · Jagdeep Singh | Pakistan · Wajid Ali · Nasir Ali · Maqsood Ali · Muhammad Arshad · Adnan Afzal · Basharat Subhani · Rahat Maqsood · Waseem Sajjad · Naveel Akram · Ibrar Hussain · Sajjad Hussain · Muhammad Akram | Iran · Abdolhamid Maghsoudloo · Mohammad Bagher Mazandarani · Ramezan Ali Paein-Mahalli · Farhad Kamal Gharibi · Kianoush Naderian · Moslem Amiri · Houman Seidi · Nasser Roumiani · Ali Doust-Mohammadi · Reza Kamali Moghaddam · Morteza Shahidi · Ebad Dalili |
| Turniej mężczyzn | Indie · Navneet Gautam · Joginder · Naveen Kumar · Pankaj Shirsat · Jasmer · Jasvir Singh · Rakesh Kumar · Satbir Singh · Ashish Ashok Mhatre · Ajay Thakur · Dinesh Kumar · Jagdeep Singh | Pakistan · Wajid Ali · Nasir Ali · Maqsood Ali · Muhammad Arshad · Adnan Afzal · Basharat Subhani · Rahat Maqsood · Waseem Sajjad · Naveel Akram · Ibrar Hussain · Sajjad Hussain · Muhammad Akram | Bangladesz · Ziaur Rahman · Al Mamun · Abu Salah Musa · Mohammed Mozannal Haque · Enamul Haque · Kamal Hossain · Bozlur Rashid · Rabiul Islam · Abdul Kader · Sadaqul Islam                                                                                      |

### Wyniki zawodów
| Drużyna    | Mecze | Zwycięstwa | Remisy | Porażki | Zdobyte punkty | Stracone punkty | +/-  | Pkt |
| ---------- | ----- | ---------- | ------ | ------- | -------------- | --------------- | ---- | --- |
| Indie      | 6     | 6          | 0      | 0       | 248            | 89              | +159 | 12  |
| Pakistan   | 6     | 5          | 0      | 1       | 252            | 104             | +148 | 10  |
| Iran       | 6     | 4          | 0      | 2       | 249            | 114             | +135 | 8   |
| Bangladesz | 6     | 3          | 0      | 3       | 173            | 168             | +5   | 6   |
| Japonia    | 6     | 2          | 0      | 4       | 155            | 174             | –19  | 4   |
| Sri Lanka  | 6     | 1          | 0      | 5       | 88             | 217             | –129 | 2   |
| Malezja    | 6     | 0          | 0      | 6       | 127            | 426             | –299 | 0   |

29 października 2007
| Bangladesz | 39 – 28 | Japonia   |
| Pakistan   | 92 – 19 | Malezja   |
| Indie      | 40 – 11 | Sri Lanka |
| Japonia    | 57 – 13 | Malezja   |
| Iran       | 55 – 9  | Sri Lanka |

30 października 2007
| Indie      | 65 – 22 | Malezja    |
| Bangladesz | 28 – 17 | Sri Lanka  |
| Pakistan   | 41 – 20 | Japonia    |
| Indie      | 36 – 12 | Bangladesz |
| Pakistan   | 27 – 12 | Iran       |

1 listopada 2007
| Pakistan   | 43 – 5  | Sri Lanka |
| Indie      | 39 – 13 | Japonia   |
| Bangladesz | 16 – 35 | Iran      |
| Malezja    | 33 – 35 | Sri Lanka |
| Iran       | 31 – 19 | Japonia   |
| Indie      | 41 – 21 | Pakistan  |

2 listopada 2007
| Iran       | 106 – 16 | Malezja    |
| Pakistan   | 28 – 7   | Bangladesz |
| Japonia    | 18 – 11  | Sri Lanka  |
| Bangladesz | 71 – 24  | Malezja    |
| Indie      | 27 – 10  | Iran       |

### Mecz o złoty medal
| 3 listopada 2007 | Indie | 35 – 17 | Pakistan |  |
|                  |       |         |          |  |

## Tabela medalowa
| Poz.    | Państwo    |   |   |   | Łącznie |
| ------- | ---------- | - | - | - | ------- |
| 1       | Indie      | 1 | 0 | 0 | 1       |
| 2       | Pakistan   | 0 | 1 | 0 | 1       |
| 3       | Bangladesz | 0 | 0 | 1 | 1       |
| 3       | Iran       | 0 | 0 | 1 | 1       |
| Łącznie | Łącznie    | 1 | 1 | 2 | 4       |